# La cara oculta del sol
La cara oculta del sol (títol original: The Dark Side of the Sun) és una pel·lícula estatunidenco- iugoslava dirigida per Bozidar Nikolic, estrenada l'any 1988. Ha estat doblada al català.

## Argument
Rick és un jove estatunidenc que pateix una malaltia de la pell molt rara que l'impedeix exposar-se a la llum del sol. El seu pare el porta a Iugoslàvia per trobar un curador però el tractament no funciona. Rick coneix Frances, una jove actriu, i tots dos enamoren. Rick decideix aprofitar la vida al màxim i d'exposar-se al sol inclús si ha de morir.

## Repartiment
- Brad Pitt: Rick
- Cheryl Pollak: Frances
- Guy Boyd: el pare de Rick
- Milena Dravić: la mare de Rick
- Gorica Popović: Nina
- Stole Aranđelović: el curador

## Producció
El film va ser rodat l'any 1988 a Iugoslàvia però la majoria de les cintes del rodatge es van perdre quan va esclatar la guerra civil i el film no es va difondre per primera vegada íntegrament fins al 1997. Brad Pitt, desconegut en el moment del rodatge, ha esdevingut una estrella mundial.